# روبي رايت (مغنية)
روبي رايت (بالإنجليزية: Ruby Wright)‏ هي مغنية مؤلفة ومغنية أمريكية، ولدت في 27 أكتوبر 1939 في ناشفيل في الولايات المتحدة، وتوفيت في 27 سبتمبر 2009 في Madison, Tennessee ‏ في الولايات المتحدة.

## وصلات خارجية
- روبي رايت على موقع IMDb (الإنجليزية)
- روبي رايت على موقع ميوزك برينز (الإنجليزية)
- روبي رايت على موقع أول ميوزيك (الإنجليزية)
- روبي رايت على موقع ديسكوغز (الإنجليزية)
- روبي رايت على موقع ديسكوغز (الإنجليزية)